# Louis Ganne
Louis Gaston Ganne (5. april 1862 i Buxières-les-Mines–13. juli 1923 i Paris) var en fransk komponist.
Ganne var elev af César Franck og Pariserkonservatoriet. Han komponerede Opéras-comiques, operetter og balletter og en del musik i populær genre (danse, sange og klaverstykker).